# Torymus hainesi
Torymus hainesi är en stekelart som beskrevs av William Harris Ashmead 1893. Torymus hainesi ingår i släktet Torymus och familjen gallglanssteklar. Inga underarter finns listade i Catalogue of Life.